# Ytriu
Ytriul este un element chimic notat cu simbolul Y și care are numărul atomic 39. Primul element al blocul d în a 5-a perioadă, ytriul este un metal de tranziție de culoare metalic-argintie, care prezintă caracteristici chimice similare lantanidelor, fiind astfel des clasificat ca un pământ rar. Ytriul este aproape mereu găsit în combinație cu lantanidele în mineralele pământurilor rare, nefiind niciodată găsit în natură ca element liber. Singurul său izotop stabil (89Y) este și singurul său izotop natural.
Descoperirea elementului a fost rezultatul unor cercetări amănunțite, având în vedere faptul că pământurile rare au proprietăți extrem de asemănătoare, făcându-le greu de deosebit în amestec. Astfel, în 1787, Carl Axel Arrhenius descoperă un nou mineral lângă Ytterby în Suedia, numindu-l yterbină. Johan Gadolin a descoperit oxidul ytriului în mostra lui Arrhenius în 1798, iar Anders Gustaf Ekeber redenumește noul oxid ca ytria. Ca și element în formă pură, ytriul a fost izolat pentru prima dată în 1828 de către Friedrich Wöhler.
Cea mai importantă utilitate a ytriului este cea de fabricare a substanțelor luminescente (în particular fluorescente), întrebuințate în tuburile catodice pentru ecranele de televizor (CRT) și a LED-urilor. Ytriul este de asemenea folosit în producerea de electrozi, electroliți, filtre electronice, lasere, supraconductori, aparatură medicală; se adaugă, de-asemenea, în cantități infime în compoziția unor unor materiale, pentru îmbunătățirea unor proprietăți mecanice. Ytriul nu are niciun rol biologic, expunerea la radioizotopii acestuia putând însă cauza cancer pulmonar la oameni.

## Istoric

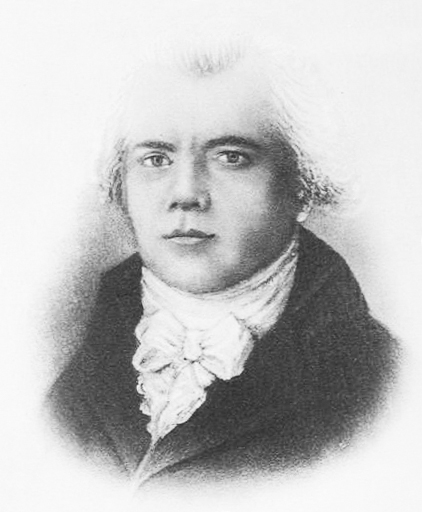
Johan Gadolin a descoperit oxidul de ytriu

În 1787, locotenentul și chimistul Carl Axel Arrhenius a descoperit  în interiorul unei mine de fluorină din vecinătatea satului Ytterby (aflat la 5 km față de Stockholm) un mineral greu, negru (asemănător cărbunelui), pe care l-a denumit yterbit. Acesta analizase mineralul, a presupus în baza densității sale ca este constituit din wolfram, publicând rezultatele în 1788 și trimițând mostre la diverși chimiști pentru analize ulterioare. În același an, mineralogul suedez Bengt Reinhold Geijer a analizat mostra lui Arrhenius, speculând de asemenea că mostra ar putea conține wolfram.
În 1789 sau 1794 (ambele date sunt menționate), chimistul și mineralogul finlandez Johan Gadolin a analizat mostra de pământ negru și a descoperit că aceasta este constituită din 23% dioxid de siliciu, 4,5% oxid de beriliu, 16,5% oxid de fier și aproximativ 55,5% de oxid pe care îl va numi ytria. Cele mai multe referințe îl indică pe Gadolin în detrimentul lui Geijer ca fiind descoperitorul ytriului. Este interesant faptul că, aproape un secol mai târziu, mineralul din care Gadolin obținuse ytriul va fi numit în cinstea lui drept gadolinit de către  Martin Heinrich Klaproth, fiind și sursa pentru descoperirea elementul chimic gadoliniu. Numele oxidului ytria va fi de asemenea confirmat de Anders Gustaf Ekeberg în 1797. În deceniile ce au urmat dezvoltării definiției elementelor chimice, elaborată de către Antoine Lavoisier, se considera că pământurile pot fi reduse la elementele lor constitutive, ceea ce însemna că descoperirea unui pământ era similară cu descoperirea unui nou element, care în acest caz ar fi fost ytriul.
În 1843, Carl Gustaf Mosander a observat că mostrele de ytria conțineau trei oxizi: oxid de ytriu (ytria, de culoare albă), oxid de terbiu (de culoare galbenă; acesta a fost numit, greșit, „erbia” la acel moment) și oxid de erbiu (de culoare roz, numit atunci „terbia”). Un al patrulea oxid, oxidul de yterbiu, a fost izolat în 1878 de către Jean Charles Galissard de Marignac. Noi elemente fost izolate din fiecare din acești oxizi, fiind denumite în relație cu satul Ytterby, de unde a provenit mineralul din care au fost identificate (vezi yterbiu, terbiu și erbiu). În deceniile următoare, șapte noi metale au fost descoperite în „ytria lui Gadolin”.
Ytriul metalic a fost izolat pentru prima dată în 1828, când Friedrich Wöhler a încălzit clorură de ytriu (III) anhidră cu potasiu:
YCl3 + 3 K → 3 KCl + Y
Până la începutul anilor 1920, simbolul chimic Yt a fost folosit pentru element, până ce Y a intrat în uzul general.

## Structură atomică

Modelul planetar al atomului de ytriu

Configurația electronică a atomului de ytriu este [Kr] 4d1 5s2. Izotopul natural 89Y conține în nucleu 39 de protoni și 50 de neutroni. Raza atomică medie a ytriului este de 1,80 Å, raza ionică de 0,910 Å, iar volumul molar de 19,88 cm3/mol. Raza covalentă este de 1,62 Å.

## Izotopi
Izotopii ytriului sunt produși de fisiune care se formează cu un randament ridicat în timpul procesului de fisiune ce se produce în explozii nucleare și reactori nucleari. În termeni de gestiune a deșeurilor radioactive, cei mai importanți izotopi ai ytriului sunt 91Y și 90Y, cu un timp de înjumătățire relativ ridicat (58,51 zile, respectiv 64 de ore). Deși 90Y are cel mai scurt timp de înjumătățire, el există în echilibru secular cu longevivul său izotop părinte, 90Sr (cu un timp de înjumătățire de 28,9 ani).
Toate elementele din grupa 3 au un număr atomic impar, ceea ce este în relație cu numărul de izotopi stabili. Scandiul are un izotop stabil, la fel ca și ytriul, care apare în mod natural exclusiv ca 89Y.  Totuși, grupul elementelor lantanidele (la rândul lor, pământuri rare) conține elemente cu numere atomice pare, deci – pe cale de consecință – mai mulți izotopi stabili. Se consideră că 89Y e mai abundent decât ar trebui să fie datorită numărului său magic de neutroni, care oferă acestor izotopi suficient timp să se dezintegreze β– (neutron → proton). Un astfel de proces relativ lent tinde să favorizeze existența mai îndelungată a izotopilor cu numărul atomic de masă (A = protoni + neutroni) apropiat valorilor  90, 138 și 208, care au un nucleu atomic neobișnuit de stabil cu 50, 82 și 126 neutroni, respectiv. 89Y are un număr de masă apropiat de 90, având 50 de neutroni în nucleu său.
Cel puțin 32 de izotopi sintetici ai ytriului au fost observați, numărul lor de masă variind între 76 și 108. Cel mai puțin stabil dintre aceștia e 106Y, cu un timp de înjumătățire de >150 ns, aproximativ ca și 76Y (care are un timp de înjumătățire de >200 s). În contrast, cel mai stabil radioizotop este 88Y, cu un timp de înjumătățire de 106,626 zile. Cu excepția radioizotopilor 91Y, 87Y, și 90Y (cu timpi de înjumătățire de 58,51 zile, 79,8 ore și respectiv 64 ore) restul radioizotopilor ytriului au timp de înjumătățiri de mai puțin de o zi, majoritatea chiar mai mici decât o oră.
Izotopii ytriului cu numere de masă egale sau mai mici de 88 se stabilizează în special prin dezintegrare β+, prin emisie de pozitroni (proton → neutron) cu formarea de izotopi ai stronțiului (Z = 38). Dimpotrivă, izotopii ytriului cu numere de masă egale sau mai mari de 90 se stabilizează cu predilecție prin dezintegrare β–, prin emisie de electroni (neutron → proton), pentru a forma izotopi ai zirconiului  (Z = 40). Stabilizarea izotopilor cu numere de masă egale sau mai mari de 97 se poate face și printr-un canal de reacție prin emisie de neutroni întârziați.
Ytriul are cel puțin 20 de izomeri metastabili sau excitați, numărul lor de masă variind de la 78 la 102. Nivele energice multiple sunt întâlnite în cazul 80Y și 97Y. În contrast cu observația generală că starea fundamentală este cea mai stabilă, 78mY, 84mY, 85mY, 96mY, 98m1Y, 100mY, și 102mY au timp de înjumătățire superiori comparativ nivelelor fundamentale, deoarece acești izomeri se stabilizează prin dezintegrare beta și nu prin tranziție izomerică.

## Proprietăți

### Proprietăți fizice
Ytriul e un metal de tranziție (din grupa a 3-a) moale, metalic-argintiu, lucios și cristalin. Așa cum este de așteptat în baza tendințelor generale din sistemul periodic, este mai puțin electronegativ decât predecesorul său în grupă (scandiul) și mai puțin electronegativ decât elementul care îl urmează în perioada a 5–a (zirconiul); în plus, are o electronegativitate comparabilă cu succesorul său în grupă, lutețiul, datorită contracției lantanidelor. Ytriul e primul element „d” în cadrul celei de-a 5-a perioade.
În formă metalică compactă elementul e relativ stabil în aer când – datorită pasivizării – se formează un strat de oxid protector (Y
2O
3) la suprafața sa. Acest strat oxidic poate atinge o grosime de 10 µm atunci când ytriul e încălzit la 750 °C în vapori de apă. Sub formă pulverulentă însă, ytriul este foarte instabil în aer; mici piese metalice se pot autoaprinde în aer la temperaturi de peste 400 °C. La încălzirea metalului în atmosferă de azot la 1000 °C se formează nitrura de ytriu (YN).

### Proprietăți chimice

Variația volumului celulei elementare a fosfaților de tip monazit și xenotim în funcție de raza cationului constituent, în acord cu fenomenul de contracție a lantanidelor. Se observă comportamentul scandiului și ytriului, similar pământurilor rare ytrice.

Similaritatea ytriului cu lantanidele sunt atât de evidente încât elementul a fost clasificat inițial alături de acestea, fiind întotdeauna găsit în natură alături de acestea în mineralele bogate în pământuri rare. După definirea blocului elementelor f, noțiunea generică de pământuri rare a rămas funcțională, alăturând scandiul și ytriul elementelor lantanide. Chimic, ytriul se aseamănă cu aceste elemente mai mult decât vecinul său în tabelul periodic, scandiul, iar dacă proprietățile sale fizice ar fi puse într-un grafic împreună cu numărul atomic, atunci ar avea numărul atomic de la 64,5 la 67,5, plasându-l între lantanidele gadoliniu și erbiu.
Reactivitatea ytriului este comparabilă cu cea a lantanidelor, fiind foarte apropiată de cea a terbiului și a disprosiului. Având raza ionică foarte apropiată de cea a lantanidelor grele (pământuri rare ytrice), în soluție se comportă asemănător acestora. Chiar dacă lantanidele sunt situate în perioada următoare, similaritatea dintre razele atomice și ionice își are originea în fenomenul cunoscut sub numele de contracția lantanidelor.
Una dintre puținele diferențe notabile constă în numărul de oxidare. În timp ce ytriul estre aproape exclusiv trivalent, aproape jumătate dintre elementele lantanide pot prezenta stări de valență diferit de trei; oricum, doar patru din cele 15 elemente lantanide prezintă astfel de stări de oxidare în soluție apoasă (CeIV, SmII, EuII și YbII).

## Compuși

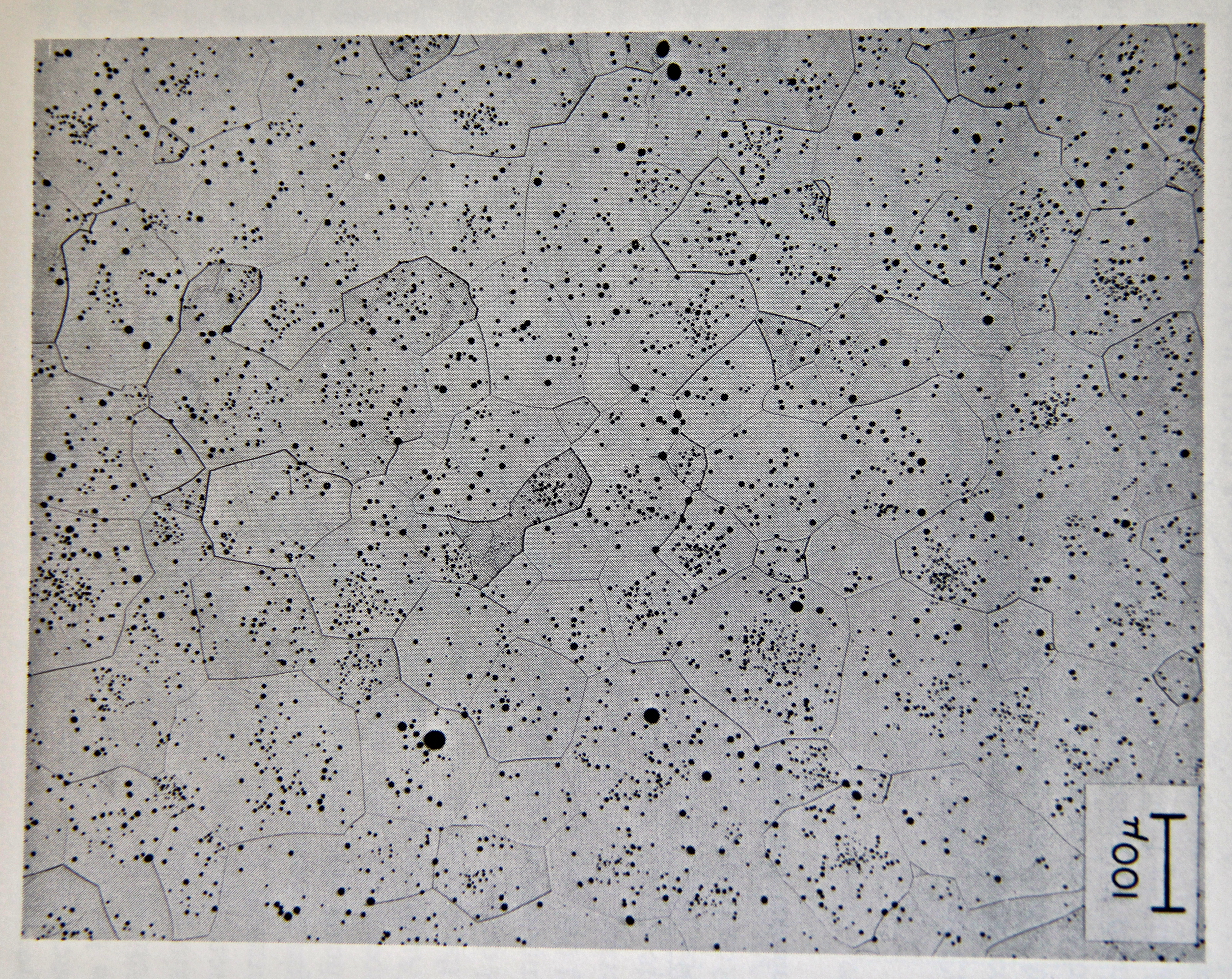
Microstructura oxidului de ytriu (magnificație 100x), indicând prezența porozității intragranulare

Fiind un metal de tranziție trivalent, ytriul formează diverși compuși anorganici, în general cu numărul de oxidare +3, participând la legătura chimică toți cei trei electroni de valență. Un bun exemplu e oxidul de ytriu (III) (Y
2O
3) – cunoscut și ca ytria – un solid alb, în care ytriul are numărul de coordinare șase.
Fluorura, hidroxidul și oxalatul ytriului sunt insolubile în apă, pe când bromura, clorura, iodura, nitrura și sulfatul său sunt toate solubile în apă. Ionul Y3+ e incolor în soluție, ca urmare a absenței electronilor pe nivelele nivelul energetice d și f.
Ytriul și compușii săi reacționează facil cu apa, formând Y
2O
3. Acidul nitric sau fluorhidric concentrat nu atacă rapid ytriul, în contrast cu alți acizi tari.
Cu halogenii, ytriul formează trihalogenuri cum ar fi fluorura de ytriu (III) (YF
3), clorura de ytriu (III) (YCl
3) și bromura de ytriu (III) (YBr
3), la temperaturi de peste 200 °C. Similar, carbonul, fosforul, seleniul, siliciul și sulful formează compuși binari cu ytriul la temperaturi ridicate.
Chimia organoytrică reprezintă subdomeniul care se ocupă cu studiul compușilor ce conțin legături carbon-ytriu. Într-un număr redus de astfel de compuși ytriul are numărul de oxidare 0 (numărul de oxidare +2 a fost observat în cloruri topite, iar +1 în clusteri oxidici în stare gazoasă). Prin utilizarea compușilor organoytrici precum catalizatori se pot iniția reacții de trimerizare. Astfel de compuși sunt sintetizați folosind YCl
3 drept materie primă, care la rândul său e obținut din Y
2O
3, acid clorhidric concentrat și clorură de amoniu.
Combinațiile ytriului cu carborani sunt primele exemple de compuși la care liganzii sunt legați de un centru metalic d0 printr-o hapticitate η7. Vaporizarea compușilor de intercalație  grafit–Y sau grafit–Y
2O
3 duce la formarea de fulerene de tip incluziv, precum Y@C82. Studiile cu rezonanțe electronice de spin au indicat formarea de perechi de ioni de Y3+ și (C82)3−. Carburile Y3C, Y2C, și YC2 pot hidroliza, cu formare de hidrocarburi.
În 1987, în cadrul Universităților din Alabama și Houston, s-a descoperit un compus constituit din oxid de ytriu, cupru si bariu, numit în limbaj comun compusul 1-2-3 sau Y-Ba-Cu-O, care prezintă proprietăți supraconductoare limitate la temperaturi înalte. Era al doilea material cunoscut a avea această proprietate, fiind primul care să fie supraconductor la o temperatură superioară celei de fierbere a azotului lichid (de importanță economică).

## Răspândire

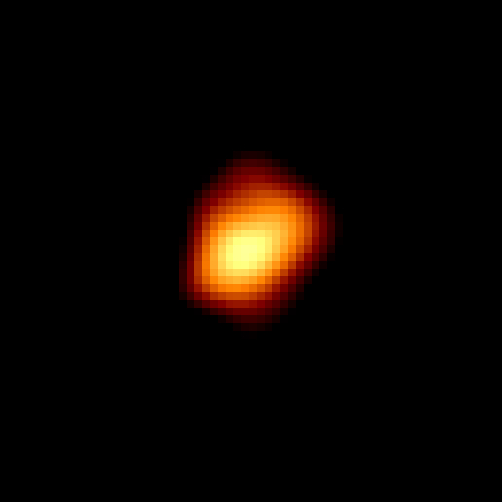
Mira e un exemplu de tip de stea gigantă roșie unde majoritatea ytriului din sistemul solar a fost creat

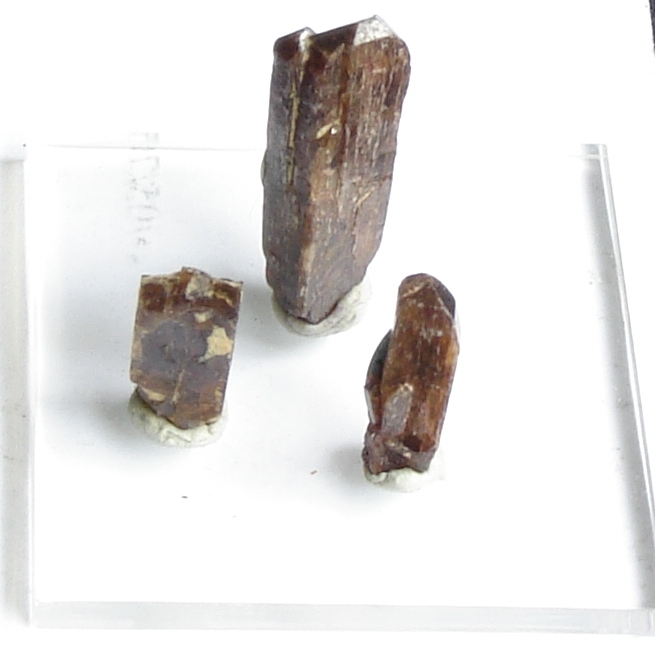
Cristalele de xenotim conțin ytriu

Ytriul din sistemul solar a fost creat prin nucleosinteză stelară, majoritatea prin procesul „s” (≈72%), dar și prin procesul „r” (≈28%). Procesul „r” constă în captura rapidă de neutroni de către elemente ușoare, în timpul exploziilor supernovelor. Procesul „s” e o captură înceată de neutroni de către elemente ușoare, care are loc în interiorul stelelor gigante roșii, pulsatoare.
Ytriul este prezent în cele circa 300 kg de mostre de praf, pietre și probe din mantaua Lunii, colectate în urma celor șase aselenizări ce au avut loc în perioada iulie 1969 – decembrie 1972.
Ytriul nu este deloc un element rar, așa cum ar indica denumirea de „pământ rar”. Se găsește în majoritatea mineralelor pământurilor rare, precum și în unele minereuri de uraniu, dar nu apare niciodată în natură ca element liber (în formă metalică). Concentrația sa în scoarța terestră este de aproximativ 31 ppm, făcându-l al 28-lea cel mai abundent element, de 400 de ori mai comun decât argintul. În sol, ytriul e găsit în concentrații de 10–150 ppm (greutatea medie în probe de sol uscate este de 23 ppm, apropiată de valoarea medie din scoarța terestră), iar în apa de mare de 9 ppt (părți pe trilion, 10-12).

## Producție
Similitudinea chimică dintre ytriu și lantanide face ca acestea să fie concentrate prin aceleași procese, astfel că ytriul însoțește lantanidele în mineralele de pământuri rare. O oarecare diferență poate fi sesizată între pământurile rare ușoare (ceritice) și grele (ytrice), dar aceasta nu există o linie clară de demarcare. În ciuda o masei atomice scăzute, ytriul este concentrat în grupul pământurile rare grele datorită dimensiunii sale ionice.

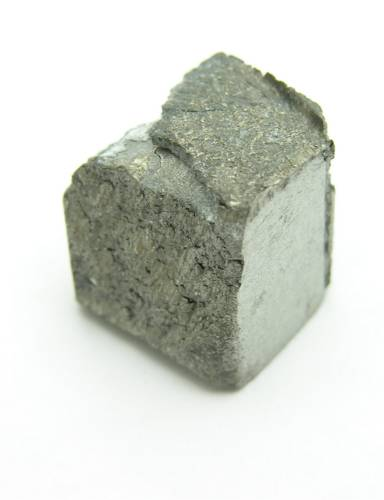
Un cub de ytriu. Ytriul e dificil de separat de alte pământuri rare.

Există patru surse principale de ytriu:
- Minereurile ce conțin carbonați și fluoruri cum ar fi bastnäsitul  ([(Ce, La, etc.)(CO3)F]), cu o concentrație medie 0,1%[3][47] ytriu (comparat cu 99,9%% pentru celelalte pământuri rare).[47] Între anii 1960 până în anii 1990, sursă primară de bastnäsit a fost mina de pământuri rare Mountain Pass din California, făcând Statele Unite cel mai mare producător de pământuri rare din acea perioadă.[47][49]
- Monazitul  ([(Ce, La, etc.)PO4]), care e în cea mai mare parte un fosfat, apare ca accesoriu în granite, gnaise și pegmatite, uneori asociat zirconului și în depozite sedimentare rezultate din alterarea acestor roci. Monazitul conține 2%[47] (sau chiar 3%)[50] ytriu. Cele mai mari depozite au fost găsite în India și Brazilia la începutul secolului XX, făcând aceste două țări cei mai mari producători de ytriu în prima jumătate a acelui secol.[47][49]
- Xenotimul, un fosfat de pământ rar, este principalul minereu de pământurile rare ytrice, conținând până la 60% ytriu sub formă de fosfat (YPO4).[47][51] Cea mai mare mină ce conține acest mineral e depozitul Bayan Obo din China, făcând China cel mai mare exportator de pământurile rare ytrice de la închiderea minei Mountain Pass din anii 1990.[47][49]
- Lutul absorbant de ioni sau lutul Logan este un produs de alterare a granitului și conține 1% pământuri rare.[47] Concentratul final poate conține până la 8% ytriu. Lutul absorbant de ioni este exploatat în sudul Chinei.[47][49][52] De asemenea, ytriul e găsit și în samarskit și fergusonit.[46]

O metodă pentru separarea ytriului pur din minereuri conținând amestecuri de oxizi o reprezintă dizolvarea oxidului în acid sulfuric și fracționarea sa prin cromatografie de schimb ionic. La adăugarea acidului oxalic, oxalatul de ytriu precipită. Oxalatul e apoi transformat în oxid prin tratament termic în aer. Prin reacția oxidului de ytriu rezultat cu acid fluorhidric se obține fluorura de ytriu. Folosind săruri de amoniu cuaternare ca extractanți, ytriul preferă să rămână în faza apoasă: când contra-ionul e nitrat, lantanidele ușoare sunt îndepărtate, dar când contra-ionul e tiocianat, lantanidele grele sunt îndepărtate. Astfel săruri de ytriu de puritate 99.995% pot obținute prin această metodă.
Producția anuală de oxid de ytriu a crescut de la 600 de tone în 2001 până la 7100 de tone în 2013, rezervele fiind estimate la 9 milioane de tone. O cantitate redusă de ytriu metalic este produsă anual prin reducerea fluorurii de ytriu cu un aliaj de calciu-magneziu în bureți metalici. Temperatura unui cuptor cu arc depăște 1600 °C, suficient pentru a topi ytriul.

## Utilizare

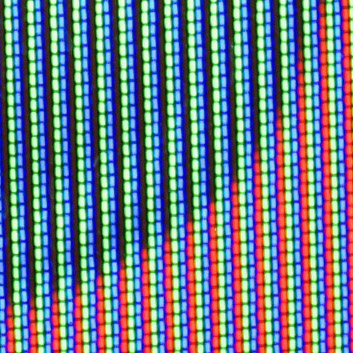
Ytriul e unul din elementele folosite pentru a obține culoarea roșie în televizoarele CRT

Compușii ytriului pot servi ca rețele gazdă pentru doparea cu diverși cationi lantanizi. Ytriul are diverse aplicații luminescente sub formă de ortovandat de ytriu dopat YVO4:Eu3+ sau fosfori de oxid de sulfură de ytriu Y
2O
2S:Eu3+, care dau culoarea roșie în tuburile catodice ale televizoarelor color. Deși culoarea roșie în sine e de fapt emisă de europiu, ytriul colectează energie din tunul electronic și activează materialul luminescent. Și Tb3+ este folosit ca agent de dopare, acesta producând luminescență verde. Ytria e de asemenea folosită ca un aditiv de sinterizare în producția nitrurii poroase de siliciu și ca materie primă pentru producerea altor compuși ai ytriului.
Compușii ytriului sunt folosiți ca și catalizatori pentru polimerizarea etenei. Sub formă metalică e folosit la electrozii unor bujii de înaltă performanță. Ytriul e de asemenea folosit în fabricarea manșoanelor incandescente pentru felinarele cu propan ca substitut al toriului (care e radioactiv).
De asemenea, este folosit pentru stabilizarea formei cubice a oxidului de zirconiu, utilizat în particular ca electrolit solid și ca un senzor de oxigen în sistemele de eșapament ale automobilelor.

### Granați

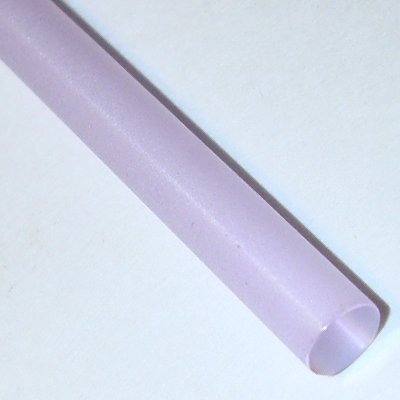
Laser Nd:YAG de 0,5 cm în diametru

Ytriul e folosit în producția unei mari varietăți de granați sintetici, iar ytria e folosită pentru a fabrica granați de ytriu-fier (Y
3Fe
5O
12 sau YIG), care sunt foarte eficienți în filtrele cu microunde. Granații de ytriul, fier, aluminiu și gadoliniu (ex. Y3(Fe,Al)5O12 și Y3(Fe,Ga)5O12) prezintă proprietăți magnetice importante. YIG e de asemenea foarte eficient ca transmițător acustic de energie și traductor. Granatul de ytriu-aluminiu (Y
3Al
5O
12 sau YAG) are o duritate de 8,5 și e folosit ca piatră prețioasă în bijuterii (diamant fals). Cristalele de granat de ytriu dopat cu ceriu și aluminiu  sunt folosite ca substanțe luminescente pentru a fabrica LED-urile.
YAG-ul, yttria, fluorura de litiu și ytriu (LiYF
4) și ortovanadatul de ytriu (YVO
4) sunt folosite în combinație cu agenți de dopare (cum ar fi neodimul, erbiul și yterbiul) pentru lasere semi-infraroșii. Laserele YAG au abilitatea de a opera la putere mare, fiind folosite la forarea și tăierea metalului. Cristalele de YAG dopat sunt produse prin procesul Czochralski.

### Potențiator pentru materiale
Mici cantități de ytriu (de la 0,1% la 0,2%) au fost folosite pentru a reduce granulația cromului, molibdenului, titanului și zirconiului. E de asemenea folosit pentru a îmbunătăți rezistența aliajelor de aluminiu-magneziu. Adaosul de ytriu în aliaje îmbunătățește în general proprietățile de prelucrare, mărește rezistența la recristalizare la temperaturi mari și crește considerabil rezistența la oxidare la temperaturi ridicate.
Ytriul poate fi folosit pentru a elimina conținutul de oxigen din vanadiu și alte metale neferoase. Ytria e folosită la stabilizarea formei cubice a dioxidului de zirconiu, utilizat în fabricarea bijuteriilor.
A fost studiată o posibilă utilizare a ytriului ca agent de cristalizare pentru fabricarea fierului ductil (grafitul formează noduli compacți în loc de fulgi pentru a forma fierul ductil). Oxidul de ytriu e de asemenea folosit în industria ceramicii și sticlei, întrucât are un punct de topire ridicat, conferind acestor materiale o rezistență la șoc crescută și un coeficient de dilatare termică scăzut. Ca urmare, este folosit în obiectivele aparatelor de fotografiat.

### Medicină
Izotopul radioactiv 90Y e folosit sub formă de compuși radiofarmaceutici la tratamentul împotriva diverselor forme cancer incluzând limfomul, leucemia și cancerul ovarian, colorectal, pancreatic și osos. Acesta funcționează prin aderarea la anticorpii monoclonali, care la rândul lor se leagă de celulele canceroase; prin dezintegrarea β intensă a 90Y, celulele canceroase pot fi distruse.
Un laser de granat de aluminiu și ytriu dopat cu neodim a fost folosit în prostatectomii radicale asistate de un robot pe câini, într-o încercare de a reduce distrugerile colaterale ale nervilor și țesuturilor, pe când cele dopate cu erbiu încep să fie folosite în refacerea cosmetică a pielii.

### Supraconductori

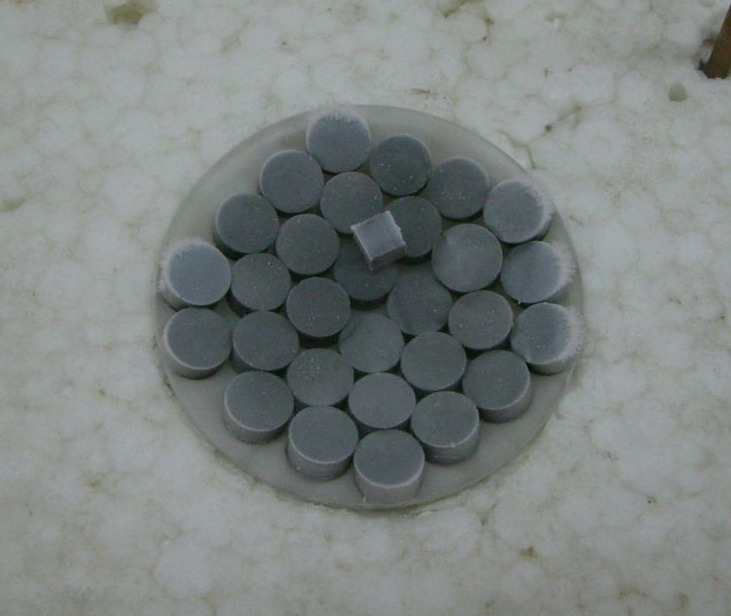
Y-Ba-Cu-O este un supraconductor

Ytriul a fost folosit pentru producerea supraconductorul de oxid de ytriu-bariu-cupru (YBa2Cu3O7, numit și „Y-Ba-Cu-O” sau „1-2-3”), compus dezvoltat la Universitatea Alabama și Universitatea Houston în 1987. Acest compus prezintă proprietăți supraconductoare la 93 K, fapt notabil deoarece aceasta este superioară punctului de fierbere a azotului lichid (77,1 K). Întrucât prețul azotului lichid este mult mai scăzut decât cel al heliului lichid (folosit la supraconductorii metalici) costurile de operare au scăzut simțitor.
Formula chimică a acestui compus este YBa2Cu3O7–δ, cu δ < 0,7 pentru ca materialul să fie supraconductor. Cauza fenomenului nu este încă elucidată pe deplin, dar s-a demonstrat că vacanțele apar doar în anumite poziții cristaline, în planul atomilor de cupru, ceea ce produce o stare de oxidare aparte pentru atomii de cupru, inducând supraconductivitatea.
Teoria supraconductivității la temperaturi scăzute a fost dezvoltată încă din 1957, odată cu teoria BCS. E bazată pe o caracteristicile particulare a interacțiunii între 2 electroni într-o rețea cristalină. Totuși, teoria BCS nu explică superonductivitatea la temperaturi ridicate, iar mecanismul care stă la baza acesteia nu este încă pe deplin înțeles. Ceea ce este însă clar este faptul că – pentru ca supraconductibilitatea să aibă coc – compoziția materialelor din oxid de cupru trebuie strict controlată.
Oamenii de știință studiază o clasă de materiale cunoscută sub numele de perovskit, în vederea dezvoltării unui supraconductor ce funcționează la temperaturi ridicate.

## Rolul biologic
Ytriul nu are niciun rol biologic, deși e găsit în majoritatea, dacă nu în toate organismele, de obicei concentrându-se în ficatul, rinichii, splina, plămânii și oasele oamenilor. În mod normal, se găsesc 0,5 miligrame în întregul corp uman; laptele matern uman conține 4 ppm.
Ytriul poate fi găsit în plantele comestibile în concentrații de la 20 ppm la 100 ppm, varza având cea mai mare cantitate. Semințele plantelor lemnoase au cea mai mare concentrație, cu până la 700 ppm.

## Măsuri de protecție chimică
Cum s-a spus, ytriul nu are nicio funcție biologică și poate fi foarte toxic pentru oameni și animale (compușii hidrosolubili ai ytriului sunt ușor toxici, în contrast cu cei nonhidrosolubili, care sunt netoxici). În experimente pe animale, ytriul și compușii săi au provocat distrugerea țesutului plămânilor și ficatului, toxicitatea sa variind în funcție de compoziția chimică.
Efectele pe termen scurt la expunerea la aerosoli cu ytriu sunt senzația de iritare la nivelul ochilor (observată la oameni), iar pe termen lung, efectele observate la animale includ iritări pulmonare, răni oculare, posibil blocaj hepatic. La șobolani, inhalarea citratului de ytriu a provocat edem pulmonar și dispnee, în timp ce inhalarea cloratului de ytriu a provocat edem la ficat, efuziune pleurală și hiperemie pulmonară.
La oameni, expunerea la ytriu presupune inhalarea prafului de ytriu, ingestia, contact tegumentar sau contact cu ochii. Expunerea la compuși de ytriu provoacă boli ale plămânilor. Lucrătorii expuși la praf de vanadat de ytriu și europiu în aer au avut ochii uscați și iritații ale tractului respirator superior și ale pielii – deși acestea ar fi putut fi provocată de vanadiu și nu de ytriu. Expunerea îndelungată la compuși de ytriu poate provoca sufocare, tuse, durere în piept și cianoză.
Institutul Național pentru Siguranța și Sănătatea în Muncă din SUA indică o limită de expunere de 1 mg/m³ și consideră că la o concentrație de 500 mg/m³, poate apărea decesul. Praful de ytriu este inflamabil.